# 2010-es magyar asztalitenisz-bajnokság
A 2010-es magyar asztalitenisz-bajnokság a kilencvenharmadik magyar bajnokság volt. A bajnokságot március 5. és 7. között rendezték meg Budapesten, az Ormai László Csarnokban (mely a Statisztika Marczibányi téri csarnokának új neve). Ebben az évben vegyes párosban nem volt bajnokság.

## Eredmények
| Versenyszám  | Arany                                                 | Arany | Ezüst                                                         | Ezüst | Bronz                                                                                               | Bronz |
| ------------ | ----------------------------------------------------- | ----- | ------------------------------------------------------------- | ----- | --------------------------------------------------------------------------------------------------- | ----- |
| Férfi egyéni | Muskó Péter PTE-Pécsi EAC                             |       | Jakab János Lombard AC                                        |       | Zwickl Dániel PTE-Pécsi EACLindner Ádám Celldömölki VSE                                             |       |
| Női egyéni   | Lovas Petra Postás SE                                 |       | Pergel Szandra Budaörsi SC                                    |       | Ambrus Krisztina Soltvadkerti TEKertai Rita Postás SE                                               |       |
| Férfi páros  | Muskó Péter, Vitsek Iván PTE-Pécsi EAC, UTTC Oberwart |       | Pagonyi Róbert, Gerold Gábor Celldömölki VSE, SPG Ligist/Graz |       | Lindner Ádám, Fazekas Péter Celldömölki VSEZwickl Dániel, Kosiba Dániel PTE-Pécsi EAC, Wink AC      |       |
| Női páros    | Li Bin, Póta Georgina TuS Bad Driburg , 3B Berlin     |       | Braun Éva, Iszajeva Anna BSE                                  |       | Pergel Szandra, Lovas Petra Budaörsi SC, Postás SEKertai Rita, Molnár Zita Postás SE, Kecskeméti TE |       |